# Digitaria acuminatissima
Digitaria acuminatissima là một loài thực vật có hoa trong họ Hòa thảo. Loài này được Stapf mô tả khoa học đầu tiên năm 1919.